# 托尔富
托尔富（法語：Torfou，法語發音：[tɔʁfu] ⓘ）是法国曼恩-卢瓦尔省的一个旧市镇，属于绍莱区。2015年12月15日，托尔富和相邻的9个市镇合并为新市镇塞夫勒穆瓦讷（Sèvremoine）。

## 地理
托尔富（47°2'15"N, 1°6'57"W）面积32.35 平方千米，位于法国卢瓦尔河地区大区曼恩-卢瓦尔省，该省份为法国西部内陆省份，大致对应安茹地区，北起顺时针与马耶讷省、萨尔特省、安德尔-卢瓦尔省、维埃纳省、德塞夫勒省、旺代省、大西洋卢瓦尔省和伊勒-维莱讷省接壤。
与托尔富接壤的市镇（或旧市镇、城区）包括：鲁赛、布赛、勒隆日龙、蒙福孔-蒙蒂涅、拉罗马涅、拉布吕菲耶尔、蒂福日。

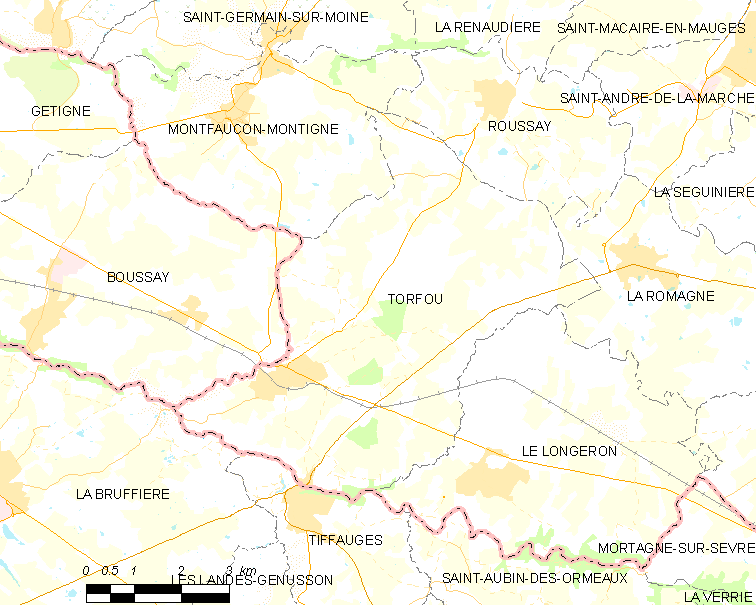
托尔富的OSM定位图

托尔富的时区为UTC+01:00、UTC+02:00（夏令时）。

## 行政
托尔富的邮政编码为49660，INSEE市镇编码为49350。

## 政治
托尔富所属的省级选区为塞夫勒穆瓦讷县。

## 人口

1962-2008年间托尔富人口变化图示

托尔富于2018年1月1日时的人口数量为2284人。